# 引松入长工程
引松入长工程从丰满水库以下的第二松花江引水，采用2根直径2.0米的预应力钢筋混凝土管道输水、两级泵站加压、总扬程105米。耗电量大，成本高，每立方米水价成为为0.455元。输水距离90千米。
1985年开始研究立项。1993年开工实施。2000年完成 一期工程，年引水量1.54亿立方米。二期工程完工后，年引水量总计达3.08亿立方米。